# Євровилка

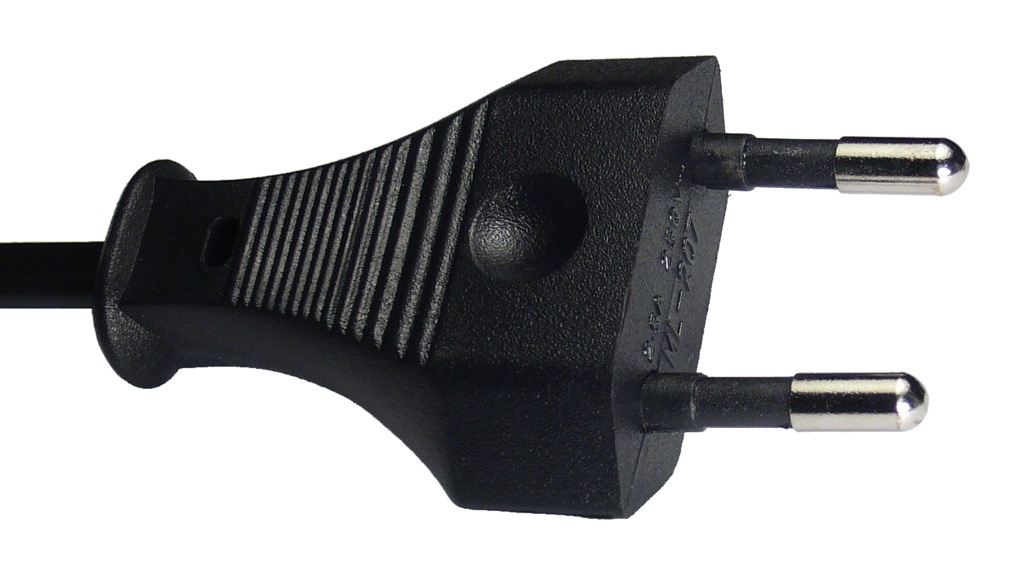
Зовнішній вигляд євровилки

Євровилка (Europlug, CEE 7/16 Alternative II) — це плоска двополюсна нерозбірна штепсельна вилка змінного струму з круглими контактами, розрахована на напругу до 250 В і силу струму до 2,5 А. Це компромісна конструкція, призначена для безпечного під'єднання малопотужних приладів класу II до різноманітних побутових розеток із круглими контактами, які використовуються в Європі. Однак вона не сумісна з прямокутними розетками стандарту BS 1363, які є на Кіпрі, в Гібралтарі, Сінгапурі, Малайзії, Об'єднаних Арабських Еміратах, Гонконгу, Ірландії, Мальті та Великобританії. Згідно зі стандартом, євророзетки мають бути нерозбірними та постачатися приєднаними до шнура живлення; все інше буде вважатися таким, що не відповідає стандарту.
У країнах колишнього СРСР «євровилкою» і «євророзеткою» часто називають роз'єми типу Schuko, через те, що вилки Schuko були першими несумісними з радянськими розетками вилками (і через це виділялися на загальному тлі), які встановлювалася на прилади, що поставлялися з Європи (в даному випадку, з Німеччини). Прилади зі справжньою євровилкою CEE 7/16 поставлялися і в Радянський Союз (наприклад з НДР, Чехословаччини), але внаслідок сумісності вилок з радянськими розетками цей факт залишався непоміченим.
Вилка часто використовується на корпусах невеликих блоків живлення. Навіть якщо стандартизація виключає це, доступні кабельні муфти для євровилок і роз'ємних розеток.

## Історія
Конструкція євровилки, призначена для використання з розетками, що відповідають іншим стандартам, вперше з'явилася в 1963 році як Альтернатива II Стандартного аркуша XVI у другому виданні публікації CEE 7 членами-учасниками Австрії, Бельгії, Чехословаччини, Данії, Федеративної Республіки Німеччини, Фінляндії, Франції, Греції, Угорщини, Італії, Нідерландів, Норвегії, Польщі, Португалії, Швеції, Швейцарії, Великобританії та Югославії. Тому євровилку іноді також називають «CEE 7/16 Alternative II plug» або просто як «Вилка CEE 7/16». Вона також описана у 1975 році як вилка C5 у Технічному звіті 83 IEC. У 1990 році це було визначено стандартом Cenelec EN 50075, який має національні еквіваленти в більшості європейських країн, як описано в IEC 60083, який замінив IEC/TR 83 (і більше не використовує позначення C5).
Євровилка є незвичною, оскільки стандарт визначає лише вилку; немає розетки, визначеної спеціально для використання з нею. Євровилка кріпиться до корпусу приладів малої потужності II класу з максимальним струмом 2,5 А.

## Проєктні міркування
Розміри штепсельної вилки Europlug були обрані з урахуванням сумісності та безпечного використання, так що вони підходять для побутових розеток континентальної Європи:
- надійний контакт встановлюється, коли вилка повністю вставлена в розетку;
- при вставці вилки в розетку будь-якого типу немає доступу до струмоведучих частин, що перебувають під напругою;
- неможливо встановити з'єднання між одним штирем вилки і контактом розетки, що перебуває під напругою, в той час як другий штир вилки доступний для дотику.

Крім того, конструкція забезпечує більш компактний і менш громіздкий дизайн зарядних пристроїв для мобільних телефонів, ніж форм-фактор BS 1363 у Великобританії.
Євровилки призначені тільки для малопотужних (менш як 2,5 A) Пристроїв класу II (з подвійною ізоляцією), які працюють при нормальній кімнатній температурі та не вимагають захисного заземлення.

## Подробиці

Розміри євровилки

Штирі євровилки мають довжину 19 мм. Вони складаються з електропровідного наконечника діаметром 4 і довжиною 9 мм, із заокругленим кінцем, за яким йде 10 мм гнучкого ізольованого штиря діаметром не більше 3,8 мм. Два штирі не зовсім паралельні і злегка сходяться; відстань між їхніми центрами становить від 17 до 18 мм на кінчику та від 18 до 19 мм біля основи. Еластичність збіжних штифтів забезпечує достатню силу контакту для номінального струму євровилки з різними розташуваннями отворів розеток. Уся вилка має ширину 35,3 мм і висоту 13,7 мм і не повинна перевищувати ці розміри в межах 18 мм за її передньою площиною (це дозволяє використовувати виїмки на багатьох європейських типах розеток). Ліва і права сторони вилки утворені поверхнями, що розташовані під кутом 45° відносно горизонтальної площини.

## Сумісність

Карта країн, що мають сумісні з євровилкою розетки

### Типи C, E, F і K
Євровилка розроблена таким чином, щоб бути сумісною з цими розетками. У них отвори діаметром 4,8 мм, з центрами на 19 мм один від одного. Таким чином, мінімальна відстань між отворами становить 14,2 мм, при цьому мінімальна відстань між зведеними штифтами на Євровилці становить 13,5 мм, що дозволяє їй захоплювати розетку, попри меншу ширину штифта.

### Тип D
Євровилка не сумісна з розетками типу D, які використовуються, наприклад, в Індії та Південній Африці. Ці розетки мають отвори діаметром 5,1 мм з відстанню між центрами 19,1 мм, що означає можливість вставлення євровилки, якщо розетки не мають захисних шторок. Однак конструкція розетки може не дозволяти вилці захоплювати її.

### Тип G
Євровилка фізично не сумісна з розетками стандарту BS 1363 на струм 13 А, які використовуються, наприклад, у Великобританії та Ірландії. Закон Великобританії вимагає встановлення відповідного запобіжника в кожну вилку, для захисту гнучкого шнура приладу; євровилки не містять таких запобіжників. Розетки стандарту BS 1363 містять захисні шторки від дітей; п. 13.7.2 BS 1363-2 вимагає, щоб євровилки не відкривали шторки. У деяких типах розеток BS 1363 (але не у всіх) запобіжний механізм може бути порушено, так що євровилка може бути примусово вставлена у розетку. Рада з електробезпеки Великобританії звернула увагу на ризик пожежі, пов'язаний із примусовим вставлянням євровилок у розетки стандарту BS 1363. Існує також ризик пошкодження вилки та розетки.
Законодавство Сполученого Королівства про захист прав споживачів вимагає, щоб більшість побутових електротоварів, що продаються, були оснащені вилками стандарту BS 1363-1. Винятком є, електробритви, електричні зубні щітки та подібні засоби особистої гігієни, які можуть постачатися з розеткою євровилкою, як альтернативою вилці стандарту BS 4573 (див. нижче).
Євровилка підходить до розеток стандарту BS 1363 без засувок, але вилка розрахована лише на силу струму 2,5 A, в той час, як розетки у Великій Британії оснащені запобіжниками на 32 A. Круглі контакти мають лише дуже малу площу контакту з прямокутними гніздами.
Існують перехідні вилки з запобіжником, сумісні зі стандартом BS 1363-5, і обладнання, оснащене ними, може легально продаватися у Великій Британії.
Адаптери, які продаються з допуском SAA в Австралії, попри те, що вони не відповідають стандарту BS 8546:2016 «Дорожні адаптери, сумісні з системою вилок і розеток Великобританії» через відсутність шторок, приймають євровилки в позиції Великобританії.

### BS4573 (Великобританія)
Євровилка не сумісна з розетками стандарту BS<span typeof="mw:Entity" id="mwmw">&nbsp;</span>4573. Ці розетки мають отвори діаметром 5,1 мм, з відстанню між центрами 16,7 мм, — тобто надійний контакт може бути неможливим.
Більшість 2-контактних розеток для бритви у Великій Британії підтримують або BS 4573-вилки або євровилки, але розраховані на максимальний струм 0,2 A. Законодавство Великобританії про захист прав споживачів дозволяє електробритвам, електричним зубним щіткам та подібним виробам особистої гігієни поставлятися з євровилкою, як альтернативою вилці стандарту BS 4573. Це має ту перевагу, що ці пристрої можна використовувати в інших європейських країнах.

### Тип H
Спочатку ці розетки мали плоскі отвори і не були сумісні з євровилкою. У 1989 році була розроблена нова версія цих розеток, яка сумісна з євровилкою. Новіші розетки мають отвори діаметром 4,5 мм, з центрами на 19 мм один від одного. Таким чином, мінімальна відстань між отворами становить 14,5 мм, при цьому мінімальна відстань між зведеними штифтами на євровилці становить 13,5 мм, що дозволяє їй захоплювати розетку, незважаючи на меншу ширину штифта.

### SN 441011 (Швейцарія), тип J
Євровилка розроблена для сумісності з Типом 11 і 12 (застарілі однофазні розетки, 10 A) і Типом 13 (врізна однофазна розетка, 10 A; тип J) і, отже, сумісна з усіма розетками, які наразі підтримуються стандартом SN 441011. Це включає Тип 15 (трифазний, 10 А), Тип 21 і 23 (однофазний, 16 A) і Тип 25 (трифазний, 16 A). Діаметр отворів розеток 10 А становить 4,5 мм, а отвори розеток на 16 А мають розміри 4,5х5,5 мм. Нормальна відстань між контактом L (однофазний) або L1 (трифазний) і контактом N становить 19 мм.

### Тип L
Євровилка розроблена таким чином, щоб бути сумісною з розетками на 10 A типу L, які зазвичай зустрічаються в Італії. У них отвори діаметром 4,0 мм, з центрами на відстані 19 мм один від одного. Євровилка також сумісна з подвійними розетками 10/16 A, але не сумісна з варіантом лише на 16 A.

### Тип N
Усі варіанти розеток типу N, які використовуються в Бразилії та Південній Африці (сила струму від 10 до 20 А і з діаметром отвору від 4 до 4,8 мм) приймають євровилки.

### Тип О
У Таїланді використовуються гібридні розетки, які приймають євровилки. Однак, оскільки тайські розетки також підтримують роз'єми NEMA (тип A і B), чиї леза розташовані ближче один до одного, євровилки можуть мати слабкий контакт у таких розетках.